# Titan Quest
Titan Quest — відеогра в жанрі hack and slash RPG, розроблена компанією Iron Lore Entertainment і видана THQ 26 червня 2006. Сюжет гри використовує міфологію Стародавньої Греції, Єгипту і Сходу і оповідає про похід безіменного героя проти трьох братів-тельхінів, чаклунів, які скористалися позбавленням людей божественної опіки з метою віддати Землю у владу титанів.
Вперше анонсована у 2005 році, Titan Quest отримала загалом позитивні відгуки після виходу: її хвалили як гарний приклад жанру, але водночас критикували за відсутність інновацій. Продажі основної гри та її доповнень перевищують 2 млн примірників.
У 2015 році адаптована для iOS або Android. 22 березня 2017 року у грі з'явилась українська мова. Локалізацією займалася студія Soul Games.
Рушій та геймплей Titan Quest згодом стали основою для Grim Dawn — відеогри, розробленої членами команди Iron Lore після закриття студії.

## Ігровий процес

### Основи
Основна увага приділяється знищенню численних монстрів і розвитку характеристик і вмінь персонажа. Графіка в грі тривимірна, близька до ізометричної, при цьому в оригінальній грі камера не обертається (може обертатися лише в деяких неофіційних модифікаціях), але доступне масштабування. Герой, за якого належить грати, може битися голіруч, зброєю, та чаклувати. В нього є низка характеристик: здоров'я (визначає який обсяг ворожих атак він може витримати), енергія (витрачається на чаклування), сила (визначає силу фізичних атак), розум (визначає силу чаклувань і швидкість поповнення енергії) та спритність (збільшує шанс ухилитися від ворожих атак і завдати ворогам додаткових; якщо герой має щит, додає шанс цілком заблокувати ворожу атаку). Запас здоров'я та енергії поступово відновлюється автоматично, але може бути швидко поповнений зіллями. Набираючи досвід за знищення ворогів і виконання побічних завдань, герой збільшує свій рівень розвитку та отримує очки збільшення характеристик і вивчення вмінь. Коли герой гине, він відроджується біля найближчого відвіданого фонтана, але втрачає отриманий після останнього збереження досвід. Ці ж фонтани слугують точками збереження прогресу. На місці загибелі героя виникає надгробок, з якого можливо повернути досвід.
Герой може одночасно мати два види зброї (ножі, мечі, сокири, палиці, луки), між якими перемикатися. Магічні вміння призначаються на кнопки спеціальної панелі. Він може екіпірувати броню для захисту торса, голови, рук, ніг, і щит, а крім того персні та амулети. Є також реліквії, що не дають користі самі по собі, але витративши їх, можна суттєво вдосконалити обрану зброю, обладунки, персні чи амулети. Частина реліквій збирається з фрагментів, але незавершена теж дає користь, лише зменшену. Вивчивши відповідні вміння, герой здатен прикликати на свій бік істот, які мають власний запас здоров'я та енергії.
Сюжет ділиться на акти, а ігровий світ, відповідно, на великі райони, що складаються з менших місцевостей. В оригінальній грі вони включають Стародавню Грецію, Стародавній Єгипет та Стародавній Схід, і як фінальну локацію — Олімп. Локації лінійно слідують одна за одною, однак існують відгалуження і необов'язкові для відвідування місця. Подекуди розташовані телепорти для швидкого перенесення між ними. Герой здатен будь-коли створити менший телепорт, який перенесе його до вказаного великого телепорта. Ландшафти створені заздалегідь, але вороги й предмети в скринях генеруються випадково при кожному вході в гру. В різних місцях розташовані персонажі, що при розмові з ними видають квести — завдання, за виконання яких потім дають винагороду. Деякі квести обов'язкові для просування сюжетом, інші дають додаткову винагороду та інформацію. Місцями трапляються торговці, в яких можна купити та продати корисні предмети.
У Titan Quest присутній кооперативний режим, у якому до 6-и осіб можуть проходити сюжетні завдання разом.

### Рольова система
Створюючи персонажа, окрім імені можливо обирати лише його стать і колір туніки, тобто не визначаються ніякі характеристики чи параметри. Впродовж розвитку персонажа (за кожний рівень) видаються очки характеристик і очки вмінь.
Персонаж має п'ять основних параметрів:
- Життя — визначає запас здоров'я (HP);
- Енергія — визначає запас магічної сили, що витрачається на застосування вмінь і заклинання;
- Сила — збільшує фізичну шкоду від атак, а також необхідна для носіння предметів (в першу чергу важких обладунків та зброї ближнього бою);
- Інтелект — збільшує швидкість відновлення енергії і впливає на шкоду, котра завдається магією стихій; також необхідний для носіння магічних предметів;
- Спритність — збільшує проникаючу шкоду, шанс завдавання критичного удару й імовірність ухилитися від удару; спритність необхідна для того, щоб використовувати луки і гостру легку зброю.

Гравець може обрати дві майстерності: перша стає доступною з другого рівня, друга — з восьмого. Усього є 8 шкіл:
- Ратна справа — майстерність володіння зброєю ближнього бою, що дозволяє атакувати як одного, так і декількох ворогів одночасно;
- Мистецтво захисту — вивчення покращеного використання обладунків і щитів, а також дає можливість використовувати щит як зброю;
- Мистецтво полювання — навчає ефективніше використовувати луки і списи;
- Тіньове ремесло — ця майстерність полягає в швидких смертоносних ударах, отруєнні ворогів і завдаванні ударів, що викликають тривалі кровотечі;
- Магія землі — базується на силі вогню і каменю, її закляття дозволяють завдавати ворогам шкоду вогнем і викликати елементалей землі;
- Магія повітря — дозволяє атакувати ворогів блискавками і холодом, а також викликати повітряних елементалей;
- Магія лісу — спеціалізується на захисті й лікуванні, а також у виклику на допомогу рослин, тварин і духів;
- Магія духу — дозволяє керувати життєвими силами, придушувати волю ворогів і викликати на допомогу царя-ліча та величезного потойбічного гіганта.

У доповненнях було додано ще три майстерності:
- Магія мрій — додана в Immortal Throne, дозволяє використовувати розум як зброю, викривляючи час і простір.
- Мистецтво рун — додана в Ragnarök, дозволяє використовувати руни для зачакловування зброї та обладунків, наділяючи їх новими якостями.
- Нейдан — додана в Eternal Embers, надає використання алхімії для збільшення характеристик героя та завдання шкоди ворогам.

Очки вмінь можна витрачати або на підвищення загального рівня майстерності, або на певні вміння. Рівень майстерності розділений на ступені, при досягненні кожного з яких стають доступними нові вміння.

## Сюжет
У давнину боги перемогли титанів і ув'язнили їх під землею. В античній Греції з храму біля села Гілос несподівано виривається горгона, вбиваючи охоронців. Останній захисник бачить постать у темному одязі — тельхіна. Головний герой (ім'я та стать якого вибирає користувач) невдовзі приходить до Гілоса. Село атакують сатири та дикі звірі, місцеві жителі просять про допомогу. Коли герой убиває сатира-шамана, він може відвідати храм і потім вирушає за допомогою до Спарти. Шлях пролягає через село, охоплене чумою, де йому зустрічаються вороже налаштовані гарпії, скелети та інші істоти. Подолавши всі перешкоди, герой дістається до обложеної Спарти. Полководець Леонід доручає йому розшукати причину нападів у Дельфах.
Герой долає кентаврів, сатирів, мінотаврів, горгон, демонів і скелетів та інших чудовиськ, які заполонили околиці. Подорожуючи, він зупиняється в Дельфах, Афінах і Кноссі, звідки може телепортуватися через спеціальні вівтарі до раніше відвіданих місць аби виконати завдання жителів і набрати досвід за вбивство ворогів. Зрештою героєві вдається врятувати в катакомбах під Парфеноном «Орден Прометея», де знають у чому справа. Виявляється, менші титани тельхіни знищили передатчик для зв'язку між людьми та богами, який використовували стародавні жерці та оракули. Через це людські молитви більше не досягають Олімпу. Перемігши тельхіна Мегалесія в лабіринті під Кносським палацом, герой вирушає до Єгипту.
В єгипетській Александрії герой зустрічає радника Імхотепа, котрий радить відновити зв'язок між людьми та богами за допомогою ритуалу, записаного у священному сувої з Александрійської бібліотеки. Щоб пройти до кімнати з сувоєм, герой убиває велетенського скарабея. Імхотеп через посланця призначає зустріч у Мемфісі, де повідомляє, що для ритуалу потрібні реліквії: Око Хаосу та Десниця Рівноваги. Око сховане під Великим Сфінксом під охороною ожилих статуй фараона, а Десниця охороняється Нехебкау в подобі велетенського скорпіона. Але коли Імхотеп отримує реліквії, ритуал зазнає невдачі, бо існує інший тельхін, Актей, з яким доводиться битися в Долині Царів у гробниці Рамсеса. Та й цього виявляється замало через третього тельхіна Орменоса. Імхотеп довідується, що Орменос шукає серп Кроноса. В його пошуках герой іде через Гізу та долину Нілу до Храму Хатшепсут, де відкриває портал у Вавилон.
Рухаючись Шовковим шляхом на схід, герой відвідує Висячі сади Семіраміди та храм Мардука, де перемагає Химеру. Тельхін уже викрав звідти серп, тому герой подорожує крізь Гімалаї, Монголію та Великий Китайський мур. Дійшовши до Нефритового палацу в Китаї, герой зустрічає Жовтого Імператора, який застерігає, що мета тельхінів — звільнити титана Тифона. Поспішаючи до його в'язниці, герой перемагає демона яогуая та доходить до гір Усоу, де бачить, що Тифон уже звільнився та потрапив на Олімп. Убивши третього тельхіна Орменоса, герой користується магічним порталом, який переносить його на Олімп. Тифон користується п'ятьма статуями богів, щоб отримати відповідні магічні сили. Коли герой убиває Тифона, лунає голос Зевса. Він дякує героєві та каже, що люди довели своє право жити далі без нагляду з боку богів.

## Доповнення
Immortal Throne — видане 5 березня 2007, додає четвертий сюжетний акт, нову школу бою, скриню для зберігання і передачі речей між персонажами гравця; додані рецепти для артефактів; новий персонаж, що дозволяє за гроші створювати артефакти з рецептів і вилучати реліквії / амулети з предметів, при цьому знищуючи предмет і, навпаки, знищувати реліквії / амулети, але залишаючи цілим предмет; нові обладунки та зброю; збільшені характеристики деяких старих легендарних предметів. Збільшився поріг розвитку персонажа з 65 рівня до 75.
З доповненням Immortal Throne чи у версії Anniversary Edition, після завершення третього акту Зевс попереджає, що битва не завершена, і спрямовує героя на Родос. Там герой дізнається від віщуна Тіресія, що загибель Тифона спричинила лихо в царстві мертвих. При допомозі чаклунки Медеї, в обмін на очі грай, герой вирішує в підземні володіння Аїда через Епір, перетинає річку Стікс і подорожує до палацу Аїда. Дорогою він постає перед трьома суддями, що вирішують всупереч волі Аїда пропустити героя в Елісій, коли герой доводить свою силу, вбивши Кербера. Душі мертвих героїв борються з чудовиськами, героєві допомагає душа Одіссея. Виявляється, що Аїд, скориставшись відходом богів зі світу людей, вирішив захопити поверхню. Герой входить до палацу Аїда, де знищує 5 кристалів, які підтримують армію Аїда, та стикається з Тифоном, оживленим у формі скелета, і знищує його остаточно. Він також звільняє Персефону, котра оскаржила відмову Аїда покинути світ. Після цього героєві доводиться перемогти Аїда, щоб повернутися до світу живих.
Ragnarök — видане 17 листопада 2017 року, продовжує сюжет додатковим актом, заснованим на кельтській і скандинавській міфології, додає нову школу майстерності, зброю, обладунки, реліквії, більше налаштувань вигляду героя, додаткові графічні та фізичні ефекти, інформативніший інтерфейс. Максимальний рівень розвитку персонажа зріс до 85.
У Коринфі святкують перемогу, але герой іще повинен перемогти вцілілих чудовиськ. При виконанні цього завдання герой зустрічає принцесу Ілву, що прибула зі Скандинавії. Вона розповідає, що в Скандинавії також відбувається навала чудовиськ, і просить зустрітися в місті Глауберг. Однак, оскільки головна гавань Коринфа зруйнована, герой вирушає до іншої, звідки припливає в Глауберг. Ілва вважає, що скандинавам допоможе реліквія з підземного святилища на озерних землях свебів, яку захопив культ богині Нерти. Герой повинен убити чотирьох старійшин, які охороняють артефакт, що також потішить князя Глауберга. Потім Ілва зникає безвісти і герой довідується від короля Ґюльві, що на півночі є стародавнє святилище асів, які й викрали її. Герой вирушає в Асгард, на батьківщину асів, у надії знайти її там. Він знаходить прохід до світового дерева Іггдрасілль і дізнається, що Ілву викрав Локі з метою запустити кінець світу. Одін іде спинити Локі в Йотунгеймі, батьківщині морозних гігантів, і отримати пораду від мудрого Міміра. Герой слідує за ним по веселковому мосту Біфресту й дізнається від Міміра, що Локі готує вторгнення вогняних велетнів, очолюваних Суртом. Щоб цього не сталося, він іде крізь коріння Іґґдрасіля, до їхнього дому Муспельгейму та перемагає Сурта.
Atlantis — видане 9 травня 2019 року, продовжує сюжет пригодами в Атлантиді з кооперативним режимом проходження, додає нескінченний режим, додаткові предмети та рівні майстерностей, можливість витратити гроші на випадкову винагороду. Також удосконалено зручність доступу до предметів і вмінь.
В околицях Родоса герой зустрічає Азмелькарта, головного жерця культу Геракла. Перемігши повсталого з мертвих царя Аргантоніоса, герой добуває щоденник Геракла на прохання Азмелькарта. Мандрівник Марін хоче аби герой пройшов шляхом Геракла та викрав золоте яблуко Гесперид, яке вкаже дорогу до загубленої Атлантиди. Той вирішає до Африки, де в Атлаських горах перемагає дракона Ладона та отримує яблуко. Під час подорожі він зустрічає Акроката, атланта, що просить його усунути трьох ящерів-узурпаторів Атлантиди: Ісагона, Каанта й Ввісслісса. Тоді відкривається шлях до храму Посейдона, де оселилися чудовиська Тіамат і тельхін Лікос. Убивши Лікоса та його наступну форму Омега Тельхіна, герой визволяє таким чином Атлантиду цілком і повертається до Маріна.
Eternal Embers — видане 3 грудня 2021 року, додає ще чотири сюжетних акти, заснованих на китайській міфології, механіку використання різних зіль, додаткову школу майстерності, нову зброю та реліквії. Сюжетна кампанія Eternal Embers доступна лише на легендарній складності. Щоб почати її, потрібно або попередньо пройти основну кампанію на епічній складності, або створити нового героя одразу 70-го рівня.
Покликаний імператором Яо, герой повертається на Схід, де бачить вторгнення демонів. Пробиваючись до палацу в Сіані, він бореться з летючим тигром Цюнь Ці та допомагає лучнику Хоу Ї зібрати лук. Імператор Яо пояснює, що напад Цюнь Ці з його демонами — лише наслідок бунту Десяти сонць. У пошуках способу втихомирити їх герой подорожує на небо, де відвідує Жовтого та Нефритового імператорів. Нефритовий імператор відмовляється втрутитися в справи смертних. Тоді Хоу Ї радить героєві заручитися допомогою царя драконів Сихая Лунвана. Випробувавши героя двобоєм, цар драконів відкриває йому по черзі портали до чотирьох регіонів. Герой розшукує і долає єгипетських ватажків, які викрали реліквії Сихая Лунвана: Зазаманкха, Неупокоєного меджая та Ехнатона. Це дозволяє йому пройти крізь Храм Неба до Десяти сонць і знищити їх. З неба спускається Нефритовий імператор і пояснює, що Десять сонць вторглися на землю, щоб завадити пророцтву, що їх уб'є смертний. Але так і сталося і Нефритовий імператор не може змінити долю, але може запалити нове сонце, що й робить слідом.

## Anniversary Edition
Видання Anniversary Edition, випущене в Steam 31 серпня 2016 року, містить оригінальну гру та доповнення Immortal Throne. Оновлення до нього було безкоштовним для тих, хто вже придбали Titan Quest. У цьому виданні додано підтримку більшої роздільності екрана, голосовий чат, нових персонажів і босів, функцію автоматичного збору трофеїв, новий інтерфейс, офіційну підтримку модифікацій зі Steam Workshop і досягнення в Steam. Крім того покращилася стабільність гри, баланс, було перероблено лобі багатокористувацької гри, додано нові статусні ефекти, змінено дизайн деяких локацій.

## Оцінки й відгуки
| Агрегатор  | Оцінка                                                     |
| ---------- | ---------------------------------------------------------- |
| Metacritic | PC: 77/100 iOS: 80/100 PS4: 55/100 XONE: 66/100 NS: 65/100 |

| Видання        | Оцінка |
| -------------- | ------ |
| 1Up.com        | B−     |
| Eurogamer      | 7/10   |
| GameSpot       | 7.6/10 |
| GameSpy        | [ 15 ] |
| Gamezebo       | [ 16 ] |
| IGN            | 8.1/10 |
| PALGN          | 9/10   |
| PC Zone        | 8.1/10 |
| TouchArcade    | [ 20 ] |
| VideoGamer.com | 8/10   |

На Metacritic гра отримала «загалом схвальні» рецензії критиків для ПК і iOS і «посередні чи змішані» для ігрових консолей.
Ерік Нейгер на сайті 1UP.com зазначив, що Iron Lore найняли голлівудського сценариста Рендалла Воллеса, тож не дивно, що діалоги та сюжет перевершують середньостатистичні. Міфологічна обстановка та посилання на відомих класичних персонажів (як історичних, так і легендарних) допомагають утримати інтерес. Різноманітність предметів і здібностей робить кожне проходження особливим. Однак, гра не дає часу на роздуми і бій зазвичай полягає в якнайшвидшому клацанні мишкою.
Джим Россіньол написав у Eurogamer, що претендуючи на звання духовної послідовниці Diablo, Titan Quest має багато можливостей для повернення та проходження кампанії знову, хоча проходження займає доволі багато часу — близько 40-а годин. Велика кількість різних ворогів і майстерно виконані локації добре відповідають міфологічній тематиці гри. Та в підсумку Titan Quest надто вторинна та повторювана, порівняно з іншими іграми свого жанру.
Згідно з Раяном Девісом із GameSpot, гра пропонує вражаючі безперервні локації з багатьма закутками для дослідження та хорошою роботою з освітленням і музикою. В той же час озвучення персонажів часто непослідовне та непереконливе. Вдалою є можливість перерозподіляти очки вмінь. Хоча гра добре наслідує Diablo, частина її аспектів застаріла. А саме те, що здобич отримується випадково, а вміст інвентаря не сортується автоматично.
Згідно з Мігелем Лопезом із GameSpy, «Titan Quest дійсно заохочує простий стиль гри, і це далеко не погано […] Єдине, що заважає Titan Quest стати неперевершеним клоном Diablo, це те, що в ній відсутня надійна багатокористувацька реалізація, яку Blizzard зробила з Battle.net». Лінійність гри йде їй на користь і побічні квести не перешкоджають просуванню сюжетом. Titan Quest пропонує просте заклацування ворогів, але в більшості ситуацій саме це й приносить задоволення.
Продажі гри до 2023 року перевищили 2 млн примірників.